# Novodereviánkovskaya
Novodereviánkovskaya (en ruso: Новодеревя́нковская) es una stanitsa del raión de Kanevskaya del krai de Krasnodar del sur de Rusia. Está situada a orillas del río Albashí, 26 km al noroeste de Kanevskaya y 143 km al norte de Krasnodar, la capital del krai. Tenía 6 795 habitantes en 2010.
Es cabeza del municipio Novodereviánkovskoye, al que también pertenecen Albashí, Volni, Léninski, Priyutni y Razdolni.

## Historia
La localidad fue fundada en 1821 por colonos de las gubernias de Poltava y Cherníhiv de la Rusia Menor del Imperio ruso, que fueron a colonizar el curso inferior del Albashí. Fue denominado kurén (asentamiento cosaco, kurin) Novodereviánskovskoye para diferenciarla de Starodereviánkovskaya. El 7 de junio de 1827, su rango fue elevado a stanitsa. A finales del siglo XIX tenía 6449 habitantes.
Hasta 1920, formó parte del otdel de Yeisk del óblast de Kubán. En 1932-1933, fue incluida en las listas negras de sabotaje en el marco de la colectivización de la tierra en la Unión Soviética, por lo que se calcula que 7 000 personas fueron represaliadas o murieron de hambre.

## Demografía
| 2002  | 2010  |
| ----- | ----- |
| 6 626 | 6 795 |

### Composición étnica
De los 6 626 habitantes que tenía en 2002, el 90.1 % era de etnia rusa, el 2.4 % era de etnia ucraniana, el 1.8 % era de etnia armenia, el 1 % era de etnia bielorrusa, el 0.4 % era de etnia tártara, el 0.2 % era de etnia alemana, el 0.1 % era de etnia azerí, el 0.1 % era de etnia gitana, el 0.1 % era de etnia georgiana y el 0.1 % era de etnia adigué

## Personalidades
- Fiódor Scherbina (1849-1936), político, escritor, poeta e historiador ruso y del Kubán.